# Walmersberg
Der Walmersberg ist ein flächenhaftes Naturdenkmal in der Gemarkung Rohrbach (Stadt Ober-Ramstadt) im Landkreis Darmstadt-Dieburg, Südhessen. Das Vogelschutzgehölz wurde mit Verordnung vom 30. April 1950 ausgewiesen.

## Lage
Der Walmersberg liegt im Naturraum Vorderer Odenwald, Teilgebiet 145.07 Unteres Modautal (Mühltal). Er befindet sich nordwestlich von Rohrbach und südlich der Landesstraße 3106 Rohrbach – Ober-Ramstadt. Die bewaldete Hügelkuppe grenzt im Osten an Ackerland. Südöstlich schließt eine Weihnachtsbaumpflanzung an. Im Süden und Westen verläuft das Wiesental des Rohrbaches, am Nordrand erstrecken sich Schilfbestände.

## Beschreibung, Flora und Fauna
Der Walmersberg ist ein Hügel mit 258,6 Meter Meereshöhe. Erkennbare Terrassierungen könnten auf einen früheren Weinanbau hindeuten. In den 1930er Jahren wurde hier Leuko-Granodiorit in einem kleinen Steinbruch und mehreren Gruben abgebaut.
Die Hügelkuppe ist dicht mit Gehölzen bewachsen, darunter fallen viele Vogel-Kirschen auf. Im Nordosten stehen auch einige standortfremde Fichten. In der Krautschicht gedeihen große Bestände Kleines Springkraut. Im Bereich der höchsten Kuppe hat sich Einjähriges Silberblatt stark ausgebreitet.
Der dichte Baum- und Strauchbestand bietet Lebensraum für zahlreiche Vogelarten, vor allem für Wald-, Gebüsch- und Saumbewohner. Rothirsch, Wildschwein und Feldhase finden hier Deckung. Auch Bergmolch und Feuersalamander wurden nachgewiesen.

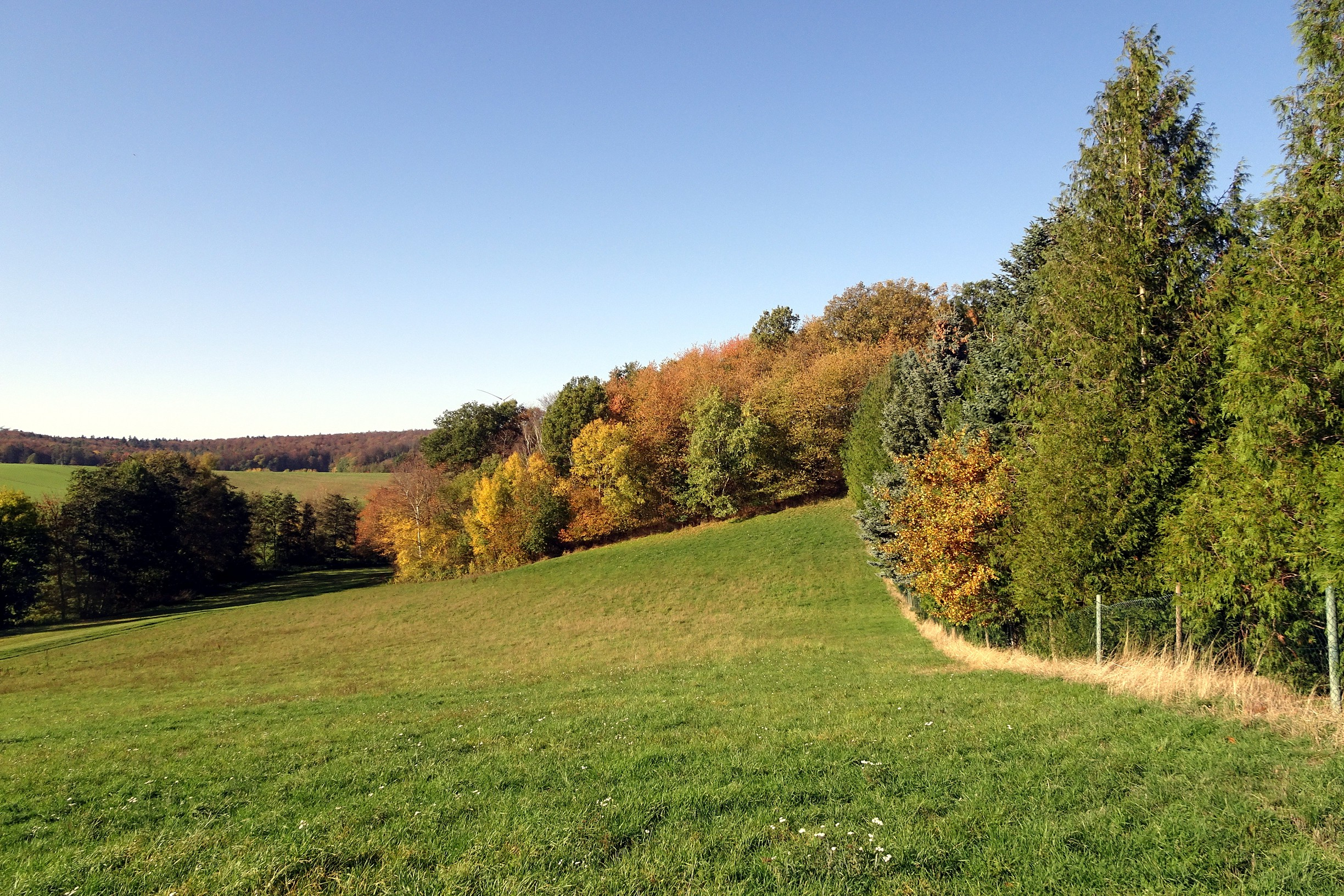
Walmersberg von Südosten (2020)
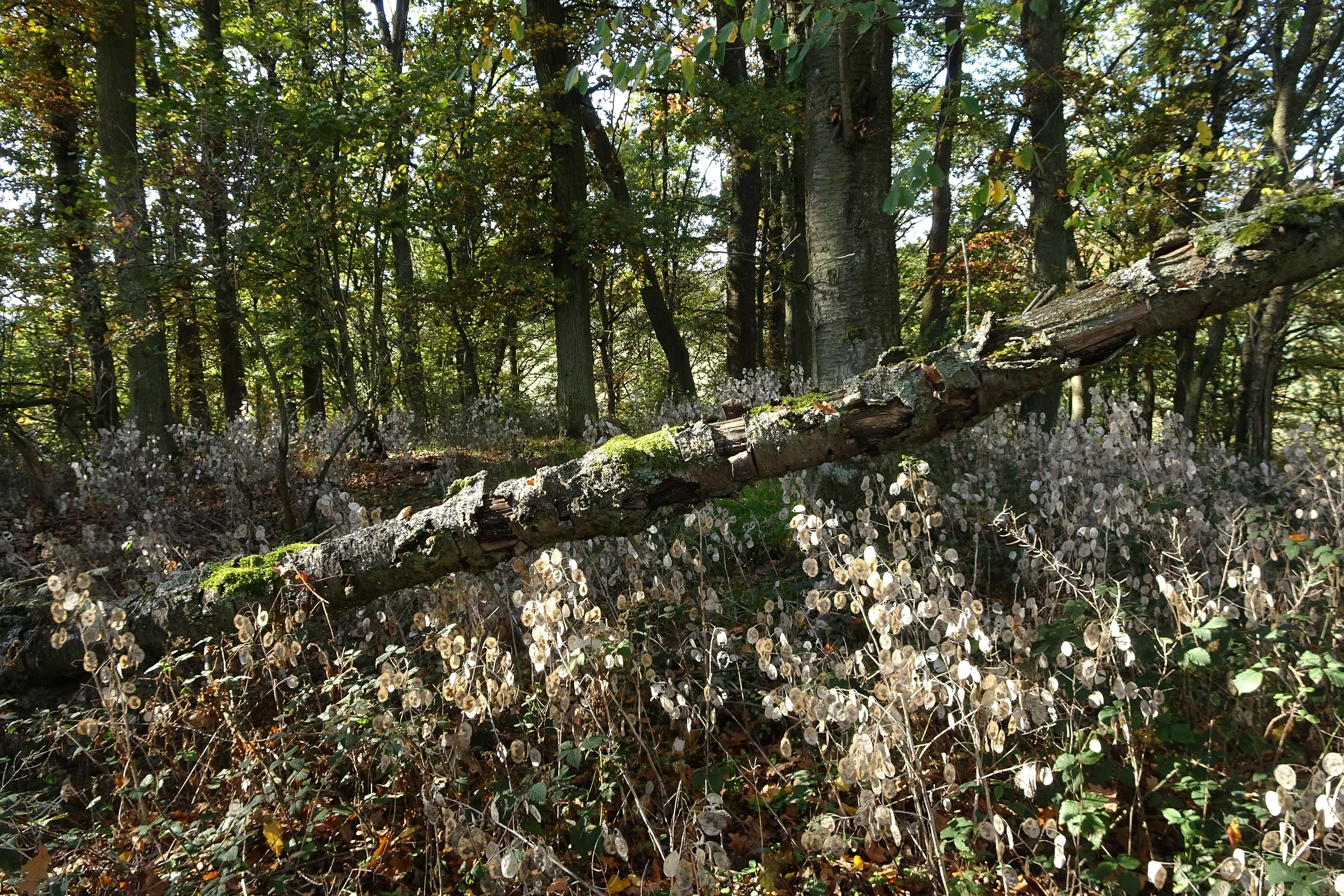
Einjähriges Silberblatt im Gehölz auf der Kuppe (2020)